# When in Rome – Fünf Männer sind vier zuviel
When in Rome – Fünf Männer sind vier zuviel ist eine US-amerikanische Liebeskomödie aus dem Jahr 2010.

## Handlung
Auf der Hochzeit ihrer Schwester Joan in Rom trifft die New Yorker Ausstellungskuratorin Beth den ebenfalls aus New York angereisten Reporter Nick Beamon, einen Freund des italienischen Bräutigams. Als sie sieht, dass Nick eine andere Frau küsst, betrinkt sie sich und steigt in den Fontana d’amore und fischt dort vier Münzen sowie einen Pokerchip heraus. Allerdings weiß sie noch nicht, dass sie sich damit die Liebe von fünf Männern aufhalst. Schon kurz nach ihrer Rückkehr nach New York machen ihr der kleinwüchsige Wurstfabrikant Al Russo, der überdrehte Straßenkünstler Lance, das eingebildete Model Gale und der chaotische Künstler Antonio Donatella Avancen. Während eines Telefonats mit ihrer Schwester und deren Gatten erfährt sie, dass sie die Münzen persönlich in den Brunnen zurückwerfen muss, um den ganzen Spuk zu beenden.
Da das Herzstück von Beths Ausstellung fehlt, bietet ihr Nick an, dass sie das Foto von ihm während des Blitzeinschlages für die Ausstellung haben könne. Durch die Annäherungen der anderen Männer kommen sich Nick und Beth näher. Als sie bei Nick in der Wohnung die gleichen Pokerchips sieht, wie den, den sie aus dem Brunnen gefischt hat, lässt sie Nick verwirrt stehen und lehnt auch das Bild ab. Am Abend der Ausstellung kommen die vier Männer zu Beth in die Wohnung und Beth sagt ihnen, dass sie Nick liebt.
Inzwischen hat sie erfahren, dass der Liebeszauber auch durch persönliche Rückgabe der Münzen außer Kraft gesetzt werden kann. Da sich die Münzen jetzt aber an ihrem Arbeitsplatz befinden, fährt sie mit ihren vier Verehrern zum Guggenheim Museum. Aufgrund eines schweren Gewitters sind in der ganzen Stadt die Ampeln ausgefallen und es herrscht Dauerstau. In ein winziges italienisches Auto gequetscht, schafft die Truppe es zum Guggenheim. Dort angekommen, erklärt Beth Stacy, dass diese Liebe keine echte sei, da die Männer keine andere Wahl gehabt hätten. Währenddessen läuft Nick die gesamte Fifth Avenue hoch zum Guggenheim. Beth, die bereits allen ihre Münzen wiedergegeben hat, muss jedoch hinter dem Pokerchip hinterherlaufen, weil er die Rampe des Guggenheim Museums herunterrollt. Als dieser unten ankommt, hebt Nick ihn auf. Beth, die immer noch glaubt, dass Nick „verhext“ sei, erwartet, dass Nick wieder aufwacht. Als dieser ihr jedoch seine Liebe gesteht, glaubt sie ihm.
Gerade als Beth sich für ihre Hochzeit mit Nick fertig macht, erfährt sie von Lance, dass er ihr seinerzeit den falschen Chip zurückgegeben habe und Nick somit immer noch „verhext“ sei. Beth bricht daraufhin die Hochzeit ab und gibt Nick den echten Pokerchip zurück. Nick erklärt ihr, dass er nie einen Pokerchip in den Brunnen geworfen hat. Es stellt sich heraus, dass der Pokerchip dem im Glauben schwankenden Pater Leo gehörte. Daraufhin küssen sich Beth und Nick im Brunnen.

## Kritik
- Das Lexikon des internationalen Films sah eine „(s)chale romantische Komödie, die am mangelhaft konstruierten Plot sowie am ausdrucksarmen Spiel der Hauptdarsteller krankt.“[3]
- Das deutsche Film-Onlineportal Filmstarts findet, dass die Komödie einen eher ungewollten 60er-Jahre-Einschlag hat und daher nicht zeitgemäß wirkt.[4]

## Auszeichnungen
Josh Duhamel und Kristen Bell wurden bei den Teen Choice Awards 2010 jeweils in den Kategorien Actor Romantic Comedy und Actress Romantic Comedy nominiert.